# Kuzino
Kuzino (em russo:  Кузино) é uma localidade urbana (um assentamento de tipo urbano) sob a jurisdição administrativa da cidade de importância federal de Veliky Ustyug, oblast de Vologda, Rússia, localizada na margem direita do Rio Duína do Norte na confluência dos rios Sukhona e Yug, em frente a Veliky Ustyug. Municipalmente, é incorporado como assentamento urbano de Kuzino, um dos três assentamentos urbanos no distrito municipal de Velikoustyugsky. População: 1,131 (Censo 2010 - resultados preliminares);  1,451 (Censo 2002); 2,042 (Censo 1989).

## História
Em 1920, Kuzino fazia parte do Shemogodsky Selsoviet do distrito de Velikoustyugsky, no governadorado de Duína do Norte. Em 1930, cresceu devido à construção das obras mecânicas e a aldeia vizinha de Yesiplevo foi fundida em Kuzino. Em 1938, Kuzino recebeu o status de assentamento de tipo urbano.

## Economia

### Indústria
No passado, a principal empresa industrial em Kuzino eram as fábricas de máquinas que faliram e pararam de funcionar nos anos 2000. Atualmente, os edifícios sobreviventes das obras são utilizados como estaleiro (reparação de barcos) e para produção de madeira. A maioria da população trabalha em Veliky Ustyug e se desloca para lá diariamente.

### Transporte
Kuzino é conectada por uma balsa de passageiros com Veliky Ustyug. No inverno, os rios congelam e carros e caminhões cruzam o Duína do Norte sobre o gelo. Na primavera e no outono, quando o gelo derrete ou se forma, não há travessia para Veliky Ustyug. O Sukhona, o Yug e o Duína do Norte são navegáveis, mas não há navegação de passageiros, exceto para as travessias de balsa.
Uma estrada não pavimentada conecta Kuzino com Luza no Oblast de Kirov e continua até Lalsk e mais adiante até a República de Komi.